# Евпаторийский морской торговый порт
Евпаторийский морской торговый порт (укр. Євпаторійський морський торговельний порт) — крупный черноморский порт, крупнейшее предприятие г. Евпатории (Крым). Имеет собственное месторождение песка на озере Донузлав. Основная деятельность порта — перевалка песка, а также обработка судов стамбульского направления. Выгодная добыча строительного песка со дна моря в районе озера Донузлав привела к переориентации крупного транспортного объекта исключительно в предприятие по добыче и транспортировке песка.

## История
История порта уходит во времена древнегреческой колонизации Крыма. В начале XIX века Евпатория официально считалась крупнейшим портом Чёрного моря. Рейд порта был постоянно заполнен большим количеством кораблей. В 1828 году началось регулярное пассажирское сообщение между Одессой и Евпаторией. Оккупация Евпатории надолго затормозила экономическое развитие города и порта. Но к концу XIX века торговый оборот порта уже составлял 10 млн рублей.
С 1914 по 1920 порт неоднократно закрывался. Количество пассажирских и грузовых перевозок резко сократилось. Был потерян почти весь торговый флот. По окончании гражданской войны порт был восстановлен. К 1930 году через порт ежегодно проходило до 254 тонн грузов: соль, зерно, ракушечник.
Во время Великой Отечественной войны порт сильно пострадал — взорваны вокзал и причалы. Восстановлен порт был к 1950 году.

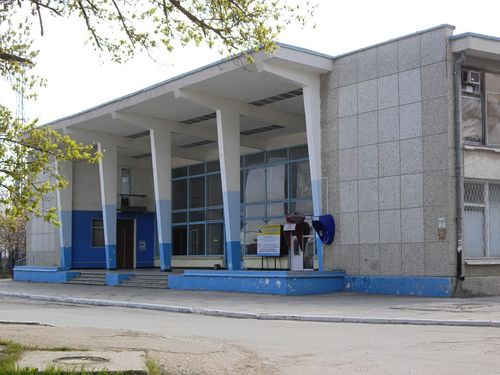
Морской вокзал. 2009 год.

В 60-х годах значительно увеличились объёмы перевозок грузов, благодаря появлению новых быстроходных судов. За пять лет грузооборот вырос в 10 раз. Увеличился пассажиропоток: в 1960 году было перевезено 407 тысяч, в 1965—747,7 тысяч, в 1978 — 2миллиона 300 тысяч. Это потребовало постройки современного морского вокзала с кассовым залом, камерами хранения, кафе и залом ожидания. Создана своя ремонтная база — раньше суда ремонтировались на заводах Керчи, Севастополя, Таганрога. Открылись дальние рейсы на Жданов, Батуми, Одессу. Быстроходными судами организовано сообщение с Севастополем, Ялтой, Судаком. Вдоль побережья Евпатории полтора десятка судов перевозило отдыхающих к памятнику морякам-десантникам, санаторию «Солнечный», Новому пляжу. В летнее время от центрального причала (набережная имени Терешковой) отправлялись экскурсионные катера с интервалом 5 минут. В день катера обслуживали 30-35 тысяч человек. Годовой план перевозки пассажиров выполнялся в сентябре. План пятилетки выполнялся в три года.
В 1978 году был введен в эксплуатацию глубоководный причал длиною 200 метров, способный принять суда океанского плавания (на фотографии слева).
В начале 80х порт начал добычу песка на пересыпи Донузлава, с целью создать глубоководный канал и организовать в Донузлаве филиал порта. В ходе работ было найдено несколько античных кораблекрушений. В данное время добыча песка является главным видом деятельности порта.
3 марта 2010 года Кабинет министров Украины предоставил ГП «Евпаторийский морской торговый порт» в пользование акваторию в районе озера Донузлав при условии недопущения в дальнейшем передачи акватории или её части другим субъектам ведения хозяйства.
В данный момент располагает четырьмя буксирами и тремя прогулочными теплоходами: Таврика(проект 1430), Янина проект 10110, Буревестник.
Директор государственного предприятия «Евпаторийский морской торговый порт» — Кутафин Игорь Игоревич.